# موريس جي. مكولي
موريس جي. مكولي هو سياسي أمريكي، ولد في 7 يونيو 1923، وتوفي في 8 ديسمبر 2013. نشط حزبياً في الحزب الجمهوري. وقد انتخب عضو مجلس نواب مينيسوتا ‏.